# Николаевка (Тюльганский район)
Николаевка — село в Тюльганском районе Оренбургской области в составе Троицкого сельсовета. 

## География
Находится на расстоянии примерно 18 километров по прямой на восток-северо-восток от районного центра поселка  Тюльган.

## Население
Население составляло 245 человек в 2002 году (русские 93%), 97 по переписи 2010 года.